# M3 (станок-тренога)

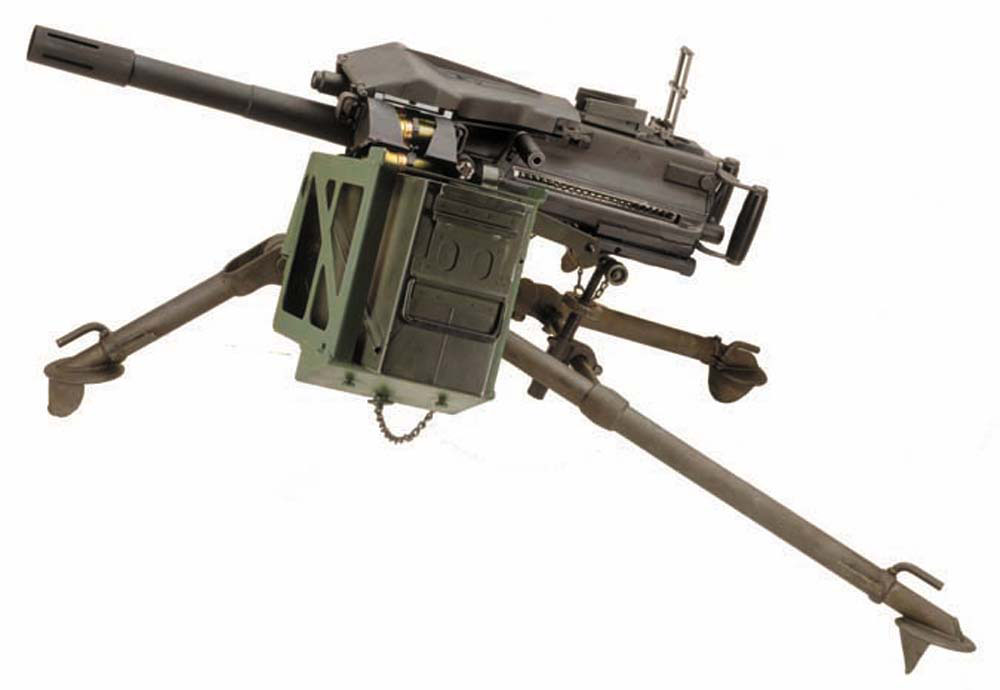
Автоматический гранатомёт Mk 19 на странке-треноге M3

Станок-тренога M3 — американский станок-тренога для станкового пулемёта M2 «Браунинг» и автоматического гранатомёта Mk 19.

## Конструкция
| Характеристика                    | Значение         |
| --------------------------------- | ---------------- |
| Вес (с крепежом и T&E-механизмом) | 20 кг (44 фунта) |

M3 представляет собой складной станок с тремя телескопическими соединенными опорами. На конце каждой опоры имеется металлический клин для врезания в землю для большей устойчивости. Две задние опоры соединены перекладиной, на которую крепится траверс-подъемный механизм (англ. traversing and elevating (T&E)), поддерживающий заднюю часть орудия.
При расположении станка на плоской поверхности угол, образуемый передней опорой и поверхностью, должен быть равен 30°. При этом расстояние размещенного на станке орудия до земли составит 304 мм (12 дюймов). При необходимости подъёма на бо́льшую высоту возможно удлинение опор.
Для замены станка M3 разработан более легковесный станок-тренога XM205.